# 4-哌啶酮
4-哌啶酮是哌啶的一种含氧衍生物，分子式为C5H9NO。4-哌啶酮常用于有机合成和药物合成。它于2025年7月20日被中国纳入易制毒化学品管制。

## 哌啶酮类化合物
哌啶酮类化合物是指一类以哌啶酮为骨架的化合物。合成哌啶酮的一个经典人名反应是彼得连科-克里斯琴科哌啶酮合成，其将丙酮二羧酸酯与苯甲醛和氨（或铵盐）组合环化得到哌啶酮结构。类似的多组分反应有Hantzsch吡啶合成和Robinson–Schöpf合成（伪石榴碱、托品酮合成）。